# ビモス・プランニング
ビモス・プランニングは選曲・音楽制作会社。
社名はビデオミュージックオフィスの略称から。

## 概要
主に基本的に音響監督を置かない東映動画→東映アニメーションの選曲を行っている。

## 所属スタッフ
- 宮下滋（代表）
- 渡辺恭野→佐藤恭野　※アニメーション演出家・監督の佐藤順一と結婚